# Monastère de Saint-Nicolas-l'Arène de Catane
Pour les articles homonymes, voir Monastère de Saint-Nicolas.
Le monastère de Saint-Nicolas-l'Arène (en italien : monastero di San Nicolò l'Arena), fondé au XVIe siècle, est un ancien complexe monastique situé dans le centre historique de Catane qui est composé d'un monastère bénédictin et d'une monumentale église (en) du XVIIIe siècle.
En 1977, le monastère a été donné à l'université de Catane. De 1986 à 2004, l'architecte Giancarlo De Carlo a restauré et réaménagé le monastère. 
Avec une superficie totale de 100 000 m2, il est considéré comme le deuxième plus grand d'Europe après celui de Mafra au Portugal.
Il comprend un escalier monumental et un cloître d'inspiration baroque, un deuxième cloître et des jardins luxuriants et éclectiques, à l'accès libre, un musée, une bibliothèque et des sous-sol en partie creusés dans la pierre de lave. Les touristes y côtoient les étudiants de l'université. Il est possible d'accéder aux toits de l'église inachevée.
|          |
| Caffeaos |

|                       |
| Le cloître principal. |

|                                      |
| Le plafond d'une pièce du monastère. |

|                              |
| La bibliothèque souterraine. |

|                        |
| L'escalier monumental. |

### Sources
- (it) Cet article est partiellement ou en totalité issu de l’article de Wikipédia en italien intitulé « Monastero di San Nicolò l'Arena » (voir la liste des auteurs).